# Conilhac-de-la-Montagne
Conilhac-de-la-Montagne ist eine Ortschaft und eine ehemalige französische Gemeinde mit 67 (Stand: 1. Januar 2022)  im Département Aude in der Region Okzitanien. Sie gehörte zum Kanton La Haute-Vallée de l’Aude und zum Arrondissement Limoux. Die Bewohner nennen sich Conilhaciens.
Mit Wirkung vom 1. Januar 2019 wurden die ehemaligen Gemeinden Roquetaillade und Conilhac-de-la-Montagne zur Commune nouvelle Roquetaillade-et-Conilhac zusammengeschlossen und haben in der neuen Gemeinde der Status einer Commune déléguée. Der Verwaltungssitz befindet sich im Ort Roquetaillade.

## Lage
Nachbargemeinden waren Bouriège im Nordwesten, Roquetaillade im Norden, Alet-les-Bains im Osten, Antugnac im Süden und La Serpent im Westen.

## Bevölkerungsentwicklung
| Jahr      | 1962 | 1968 | 1975 | 1982 | 1990 | 1999 | 2008 | 2015 |
| --------- | ---- | ---- | ---- | ---- | ---- | ---- | ---- | ---- |
| Einwohner | 62   | 57   | 54   | 55   | 51   | 45   | 55   | 66   |

## Wirtschaft
In Conilhac-de-la-Montagne sind Rebflächen für die Herkunftsbezeichnungen Blanquette de Limoux und Blanquette méthode ancestrale zugelassen.

## Sehenswürdigkeiten
- Romanische Dorfkirche Ste-Vierge